# William Travassos
 William Travassos (Rio de Janeiro, 29 de setembro de 1969) é um apresentador de televisão, jornalista e radialista brasileiro.

## Biografia
Trabalhou nas principais emissoras de rádio do Rio de Janeiro. Em 2003, ganhou o seu primeiro programa na TV, O Rio Maravilha, na Record do Rio de Janeiro, onde mostrava as belezas do Rio de Janeiro e posteriormente comandou outros programas como o RJ no Ar.
Em 2009 se mudou para São Paulo para apresentar o telejornal local São Paulo no Ar onde permaneceu até 08 de maio de 2015.
Ele substituiu, em agosto de 2011, José Luiz Datena no Cidade Alerta, da Rede Record. Logo em seguida, foi substituído por Reinaldo Gottino.
Em 08 de maio de 2015, o São Paulo no Ar passa a ser apresentado por Luiz Bacci devido as mudanças na programação da Record. Em consequência disso, o jornalista iria se mudará para Brasília onde passaria a comandar a versão local do Distrito Federal do Cidade Alerta, mas foi escalado para apresentar o bloco de notícias do Gugu.
Em 27 de abril de 2016, William retorna ao Rio de Janeiro e ao comando do RJ No Ar após 7 anos.
Em maio de 2017, com Luiz Bacci no comando interino do Cidade Alerta em razão da doença de Marcelo Rezende, o apresentador volta ao comando do SP No Ar onde apresentou entre 2009 e 2015. Em 18 de setembro de 2017, foi efetivado como novo apresentador do  SP No Ar com a ida definitiva de Bacci para o Cidade Alerta. William ficou no comando do SP no Ar até 2 de março de 2018 quando foi substituído por Bruno de Abreu.                                                 Em 4 de novembro de 2019, William inicia seu novo trabalho na rádio 94 FM (Rio de Janeiro), apresentando o programa Conexão RJ, exibido de segunda a sexta de 9 as 11 da manhã. Travassos ficou até março de 2020.
Em março de 2021, foi contratado pela Jovem Pan, onde atuou como apresentador de jornais no rádio e TV, até 02 de janeiro de 2023, quando deixou a emissora..

## Filmografia

### Televisão
| Ano       | Título            | Cargo                             | Emissora          |
| --------- | ----------------- | --------------------------------- | ----------------- |
| 2003-2008 | O Rio Maravilha   | Apresentador                      | Record Rio        |
| 2003-2008 | RJ no Ar          | Apresentador                      | Record Rio        |
| 2009-2015 | SP no Ar          | Apresentador                      | Record            |
| 2011      | Cidade Alerta     | Apresentador                      | Record            |
| 2015      | Gugu              | Apresentador do bloco de notícias | Record            |
| 2016-2017 | RJ no Ar          | Apresentador                      | Record Rio        |
| 2017-2018 | SP no Ar          | Apresentador                      | Record            |
| 2021-2022 | Top of the Hour 1 | Apresentador                      | TV Jovem Pan News |
| 2021-2022 | Headline News 2   | Apresentador                      | TV Jovem Pan News |
| 2021-2022 | Opinião           | Apresentador                      | TV Jovem Pan News |
| 2021-2022 | Flagrante JP      | Apresentador                      | TV Jovem Pan News |
| 2021-2022 | Documento JP      | Apresentador                      | TV Jovem Pan News |

### Rádio
| Ano  | Programa   | Cargo        | Emissora |
| ---- | ---------- | ------------ | -------- |
| 2019 | Conexão RJ | Apresentador | 94 FM    |